# Public Theater
Il Public Theater è un teatro dell'Off-Broadway sito nel distretto newyorchese di Manhattan.

## Storia
Il teatro nacque come un'organizzazione fondata nel 1954 dal produttore Joseph Papp come "Shakespeare Workshop"  con lo scopo di portare in scena le opere di drammaturghi emergenti e solo nel 1967 il Public Theater aprì come teatro con la prima mondiale del musical Hair. Il Public Theater è un teatro multisala che ospita cinque diversi spazi scenici e durante l'estate collabora con il Delacorte Theatre per mettere opere teatrali e musical in scena a Central Park.
Il teatro ha ospitato le prime di musical di grande successo, tra cui il già menzionato Hair, A Chorus Line (1975) e Hamilton (2015). Gli allestimenti del teatro sono stati premiati con 54 Tony Award, 152 Obie Award, 42 Drama Desk Award e cinque premi Pulitzer per la drammaturgia. Cinquantacinque degli allestimenti del Public Theater sono stati poi riproposti a Broadway, tra cui Sticks and Bones, That Championship Season, A Chorus Line, Hair, The Pirates of Penzance, Topdog/Underdog, Take Me Out, Caroline, or Change, The Normal Heart, Fun Home e Hamilton.